# Житинкин, Сергей Владимирович
Сергей Владимирович Житинкин (6 апреля 1962, Йошкар-Ола — 28 декабря 2012, Йошкар-Ола) — российский политический деятель, депутат Государственной Думы ФС РФ третьего (2003—2007) и четвёртого созыва (2007—2011).

## Биография
В 1992 окончил Кустанайский сельскохозяйственный институт.
В мае 1981 был призван в армию. Был направлен в Афганистан. В мае 1982 получил тяжелое ранение и был уволен в запас. Вследствие ранения был признан инвалидом III группы.
С июля 1997 по декабрь 1999 года — председатель общественной организации инвалидов Афганской войны Республики Марий-Эл.
Награждён в 2005 году медалью ордена «За заслуги перед Отечеством» II степени.

### Депутат госдумы
С 1999 по 2003 год — депутат Государственной Думы РФ третьего созыва по списку избирательного блока "Межрегиональное движение «Единство» («Медведь») (№ 3 в региональной группе «Волга»). Член фракции «Единство», член Комитета ГД по собственности, член постоянной Комиссии ГД по изучению практики применения избирательного законодательства РФ при подготовке выборов и референдумов в РФ.
С 2003 по 2007 год — депутат Государственной Думы РФ четвёртого созыва по федеральному списку партии «Единая Россия». Член фракции «Единая Россия», член Комитета ГД по делам общественных объединений и религиозных организаций.